# Höjd 24 svarar inte
Höjd 24 svarar inte (hebreiska: Giv'a 24 Eina Ona) är en israelisk krigs- och dramafilm från 1955. Den var den första långfilmen att helt produceras i Israel. Filmen visades i tävlingssektionen vid filmfestivalen i Cannes 1955.

## Handling
Filmen handlar om fyra frivilliga soldater som ska försvara den strategiskt viktiga "höjd 24" under 1948 års arabisk-israeliska krig, irländaren James Finnegan, amerikanen Allan Goodman, israelen David Amiram och jemeniten Esther Hadassi. I tillbakablickar visas hur och varför dessa fyra kommit att delta i detta farliga uppdrag.

## Medverkande
| Edward Mulhare   | – James Finnegan          |
| Michael Wager    | – Allan Goodman           |
| Arie Lavi        | – David Amiram            |
| Margalit Oved    | – Esther Hadassi          |
| Haya Harareet    | – Miriam Miszrahi         |
| Michael Shillo   | – kapten Yehuda Berger    |
| Zalman Lebiush   | – rabbinen                |
| Azaria Rappaport | – nazistofficer           |
| Haim Eynav       | – Ya'acov, ung soldat     |
| Arie Seidmann    | – Yitzhak                 |
| Eric Greene      | – agent Browning          |
| Stanley Preston  | – agent Lawson            |
| Yosef Yadin      | – befälhavare i Jerusalem |
| Shoshana Damari  | – Miriams drusiska vän    |

## Mottagande
En kritiker från The New York Times skrev att "Vad de har att säga är inte det mest kraftfulla dramat på temat hjältemod. Men det är en ovanligt rättfram och involverande hyllning till mestadels okänt mod." Leonard Maltin beskrev filmen som ett "suggestivt om än ibland överdrivet sentimentalt drama".

### Engelska originalcitat
1. ↑  "What they have to say does not constitute the most powerful drama on the subject of heroism. But it is an uncommonly forthright and an absorbing tribute to largely unsung valor."
2. ↑  "Evocative if occasionally schmaltzy drama"